# Matthew Kosgei (Leichtathlet, 2006)
Matthew Kosgei (* 14. März 2006 in Tambach) ist ein kenianischer Leichtathlet, der sich auf den Hindernislauf spezialisiert hat.

## Sportliche Laufbahn
Erste Erfahrungen bei internationalen Meisterschaften sammelte Matthew Kosgei im Jahr 2024, als er bei den Afrikameisterschaften in Douala in 8:21,98 min die Bronzemedaille hinter dem Ugander Leonard Chemutai und seinem Landsmann Edmund Serem gewann. Anschließend sicherte er sich bei den U20-Weltmeisterschaften in Lima in 8:17,46 min die Silbermedaille. Im Herbst begann er ein Studium an der University of New Mexico in den Vereinigten Staaten.

## Persönliche Bestzeiten
- 3000 m Hindernis: 8:17,46 min, 31. August 2024 in Lima